# Ritesh Batra
Pour les articles homonymes, voir Batra.
Ritesh Batra est un réalisateur et un scénariste indien, connu principalement pour son film The Lunchbox (2013).

## Biographie
Ritesh est né et a grandi dans une famille de la classe moyenne de Bombay. Son père travaille dans la marine marchande et sa mère enseigne le yoga. Leur fille ainée a un commerce de thé à Bombay. Ritesh étude brièvement à l'Université de New York mais quitte les lieux avant de terminer des études de cinéma. Il étudie l'économie et travaille comme consultant pendant trois ans avant de reprendre des études de cinéma. En 2009, il épouse Claudia Muñoz, une Mexicaine originaire de Puebla ; leur fille nait en 2012 pendant le tournage de The Lunchbox.
Il présente ses courts-métrages dans plusieurs festivals et devient renommé pour ces portraits nuancés de gens ordinaires. Un de ses courts est d'ailleurs acheté par Arte. Il écrit et réalise des courts-métrages comme Café Regular Cairo, Gareeb Nawaz's Taxi et The Morning Ritual. Il a également joué dans un court-métrage nommé Super. Full.
Son film The Lunchbox est présenté à la Semaine de la critique durant le Festival de Cannes 2013 et est vendu à travers le monde dans les deux jours suivant cette projection. Il est ensuite présenté aux festivals de cinéma de Telluride, Sarajevo, Toronto et Londres. The Lunchbox sort en Inde en septembre 2013 et obtient 4 millions de dollars américains au box-office indien, un record pour un film indépendant indien. Cinq semaines après sa sortie, il était encore projeté sur trois cents écrans à travers le pays.

## Vie privée
Ritesh Batra vit à Bombay et New York. Avec son épouse Claudia, il a une fille nommée Aisha.

## Filmographie comme réalisateur
- 2008 : The Morning Ritual (court-métrage)
- 2010 : Gareeb Nawaz's Taxi (court-métrage)
- 2011 : Café Regular Cairo (court-métrage)
- 2013 : The Lunchbox
- 2017 : À l'heure des souvenirs (The Sense of an Ending)
- 2017 : Nos âmes la nuit (Our Souls at Night)
- 2019 : Le Photographe